# Homalosilpha haani
Homalosilpha haani är en kackerlacksart som beskrevs av Karlis Princis 1966. Homalosilpha haani ingår i släktet Homalosilpha och familjen storkackerlackor. Inga underarter finns listade i Catalogue of Life.